# Мігай Мункачі

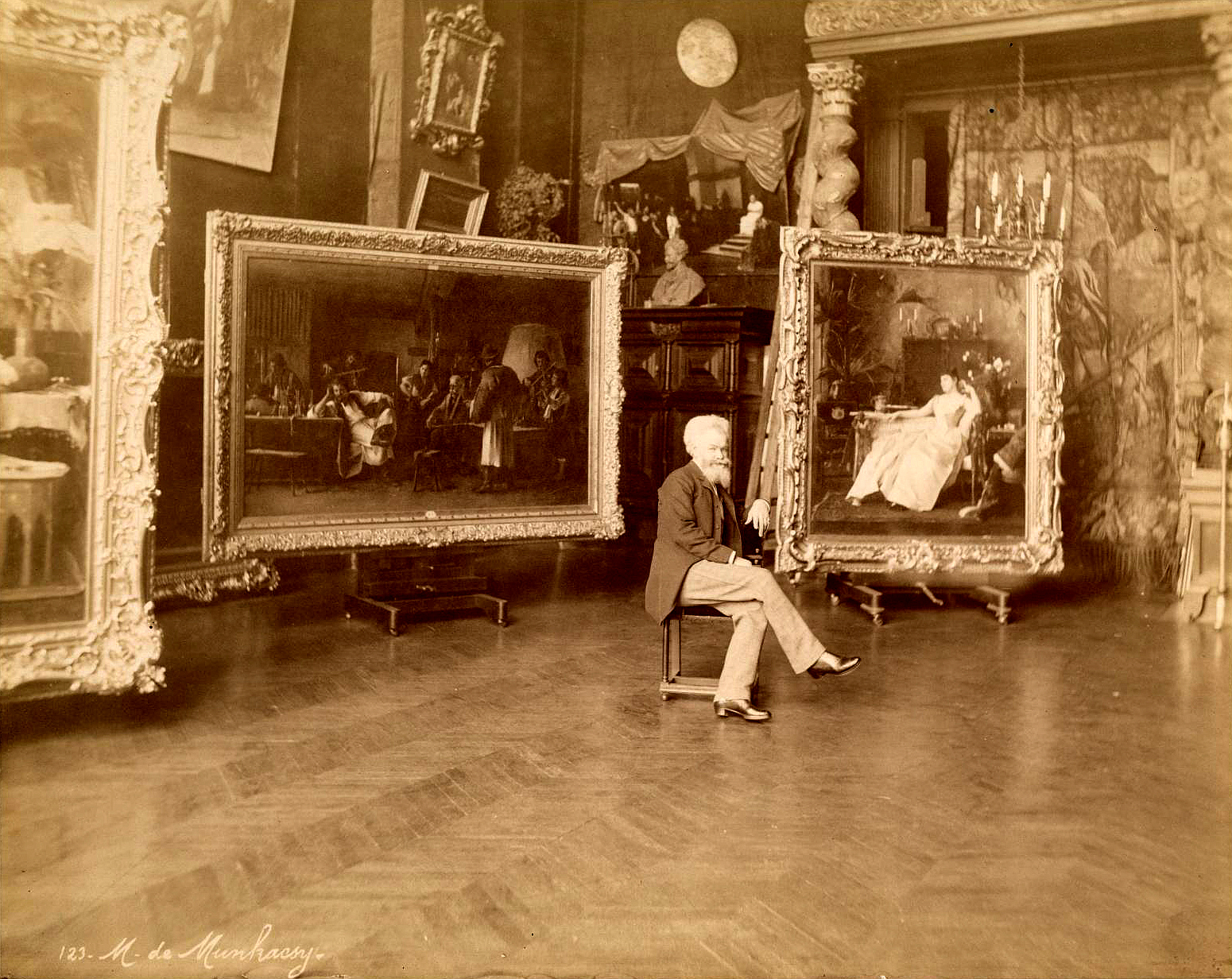
Мігай Мункачі

Мі́гай Му́нкачі (угор. Munkácsy Mihály, справжнє ім'я Міхаель фон Ліб, нім. Michael von Lieb; 20 лютого 1844, Мункач, тепер Мукачево, Україна — 1 травня 1900, Енденліх, поблизу Бонна, Німеччина) — угорський живописець німецького походження, зачинатель і творець угорського реалістичного живопису. З дозволу громади Мункача (тодішня назва Мукачева) він отримав прізвище Мункачі, яке вказувало на походження митця.

## Біографія

### Молоді роки
Мігай Мункачі народився 20 лютого 1844 року в Мукачеві в родині дрібного чиновника, німця фон Ліба. За симпатії до угорської революції його батько потрапив до в'язниці.
Вже змалку Мігай багато читав і малював. Його старання і талант помітив мандрівний художник Елек Самоші, в якого юний фон Ліб бере перші уроки живопису протягом 1862—63 років, і який запропонував молодому митцю копіювати картини в Національному музеї у Будапешті. В Будапешті молодий Мігай фон Ліб заручається підтримкою знаного угорського художника Антала Лігеті і вирушає на навчання у Віденську Академію мистецтв (1865), а потому — Мюнхенську Мистецьку академію (1866—68). У 1868—69 роках навчається в Дюссельдорфі в Людвіга Кнауса. В цей час митець творить такі відомі полотна, як присвячені революційним подіям в Угорщині 1848—49 років картини «Бій під Ішагесом» (1867) та «Жінки скубуть корпію» (1871).

### Визнання, роки активної творчості
У 1869-70 роках Мігай фон Ліб пише картину «Камера смертника», яку вирішує виставити на знаному мистецькому салоні у Парижі в 1870 році. Картина отримала Золоту медаль салону і принесла її автору європейську славу. З дозволу громади Мукачевого Мігай фон Ліб отримав прізвище Мункачі, яке вказувало на походження митця.
В 1872 році Мігай Мункачі переїхав до Парижа, де живе і плідно працює тривалий час. Тут створені його жанрові, соціально загострені картини з життя угорського народу («Нічні бродяги», «Дівчина з хмизом», обидві — 1873 рік), численні портрети («Ласло Паал», бл. 1876—77; «Ференц Ліст», 1886), пейзажі («Курний шлях», 1881) тощо.
4 листопада 1880 року Мігая Мункачі обрали Почесним громадянином міста Мукачеве.

### Останні роки життя

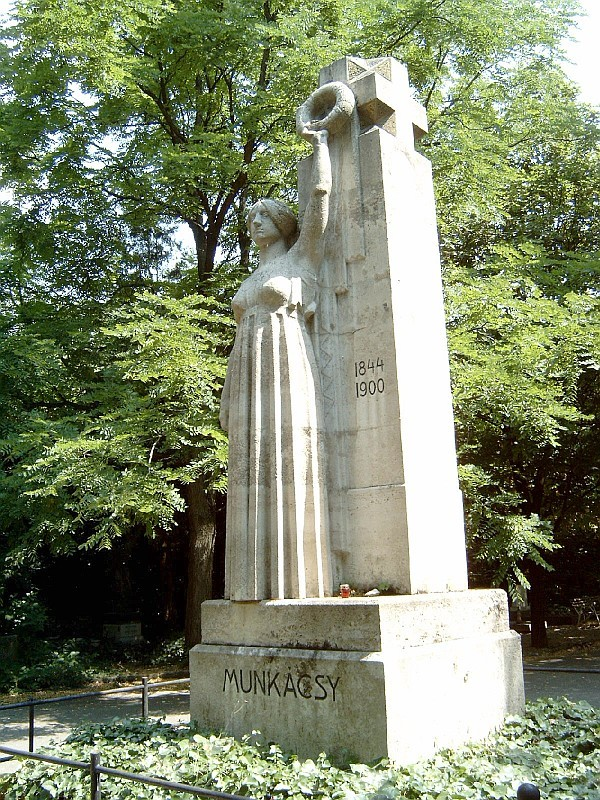
Могила Мункачі в Будапешті

Наприкінці 1880 — у 1890-х роках Мігай Мункачі тяжко хворів, страждаючи на душевні розлади та сифіліс, але продовжував малювати. У цей період написані картини «Вмираючий Моцарт» (1888), «Страйк» (1895).
1 травня 1900 року Мігай Мункачі помер у богадільні німецького містечка Енденліх.

## Художня спадщина Мігая Мункачі
Пензлю Мігая Мункачі належать знакові твори, що ознаменували започаткування реалізму в угорському живописі: картини «Голгофа» (1884), «Христос перед Пілатом» (1881), пейзажі «Таємнича вулиця», «Прихід угорців на свою батьківщину». Він також є автором розпису купола Віденського історичного музею.
Полотна Мункачі пройняті суворою правдою, їм властиві глибокий драматизм, що особливо підкреслюється контрастністю темних і світлих фарб, та гострота психологічної характеристики образів.
Картини Мункачі зберігаються в Угорській Національній галереї, Закарпатському художньому музеї в Ужгороді, Старій Національній галереї в Берліні (нім. Alte Nationalgalerie) тощо.
Творчість Мункачі мала значний вплив на розвиток реалістичного живопису в Угорщині.

## Галерея
Сюжетні історичні і побутові полотна

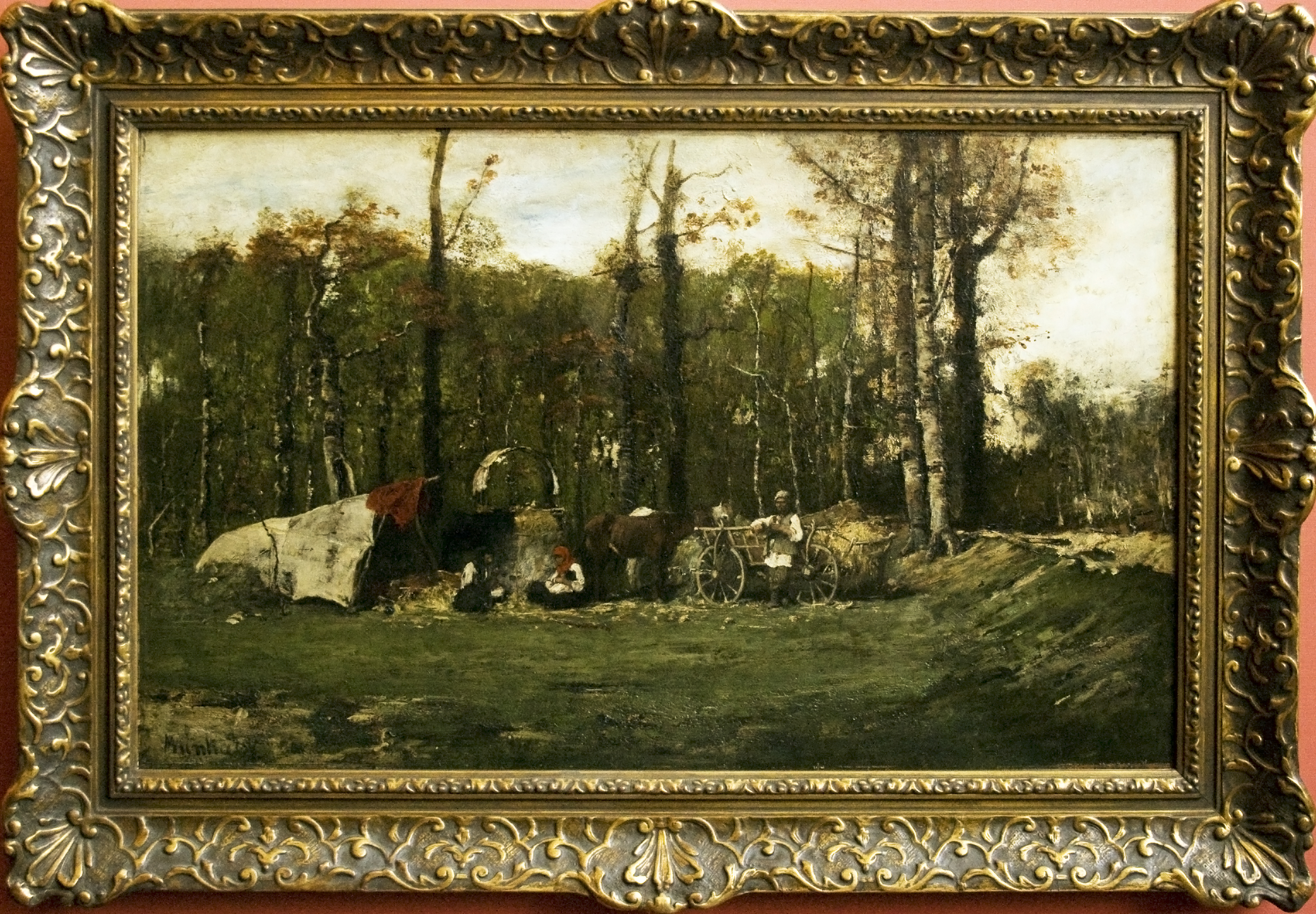
Циганський табір, 1873, Alte Nationalgalerie
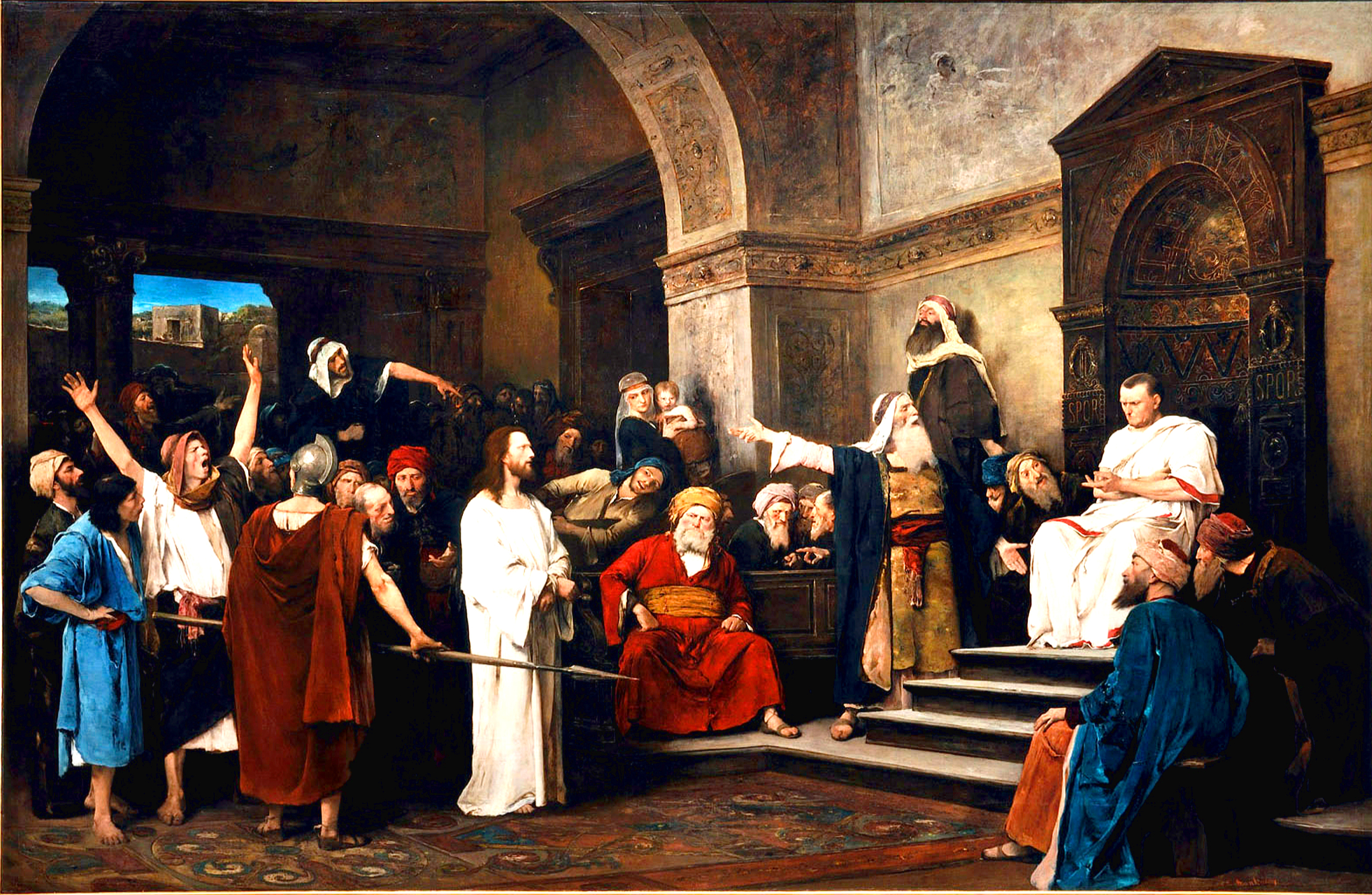
Христос перед Пілатом, 1881
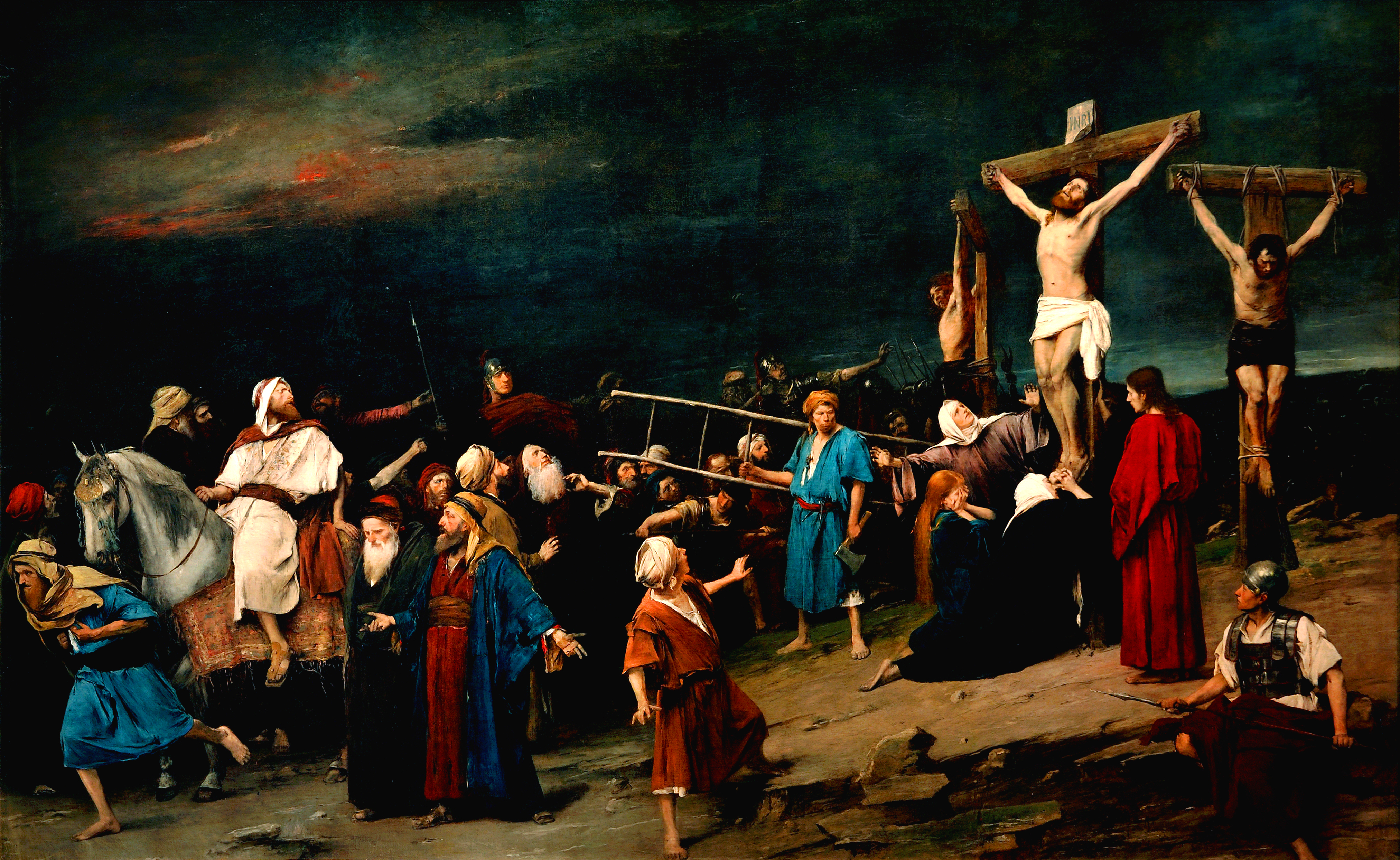
Голгофа, 1884
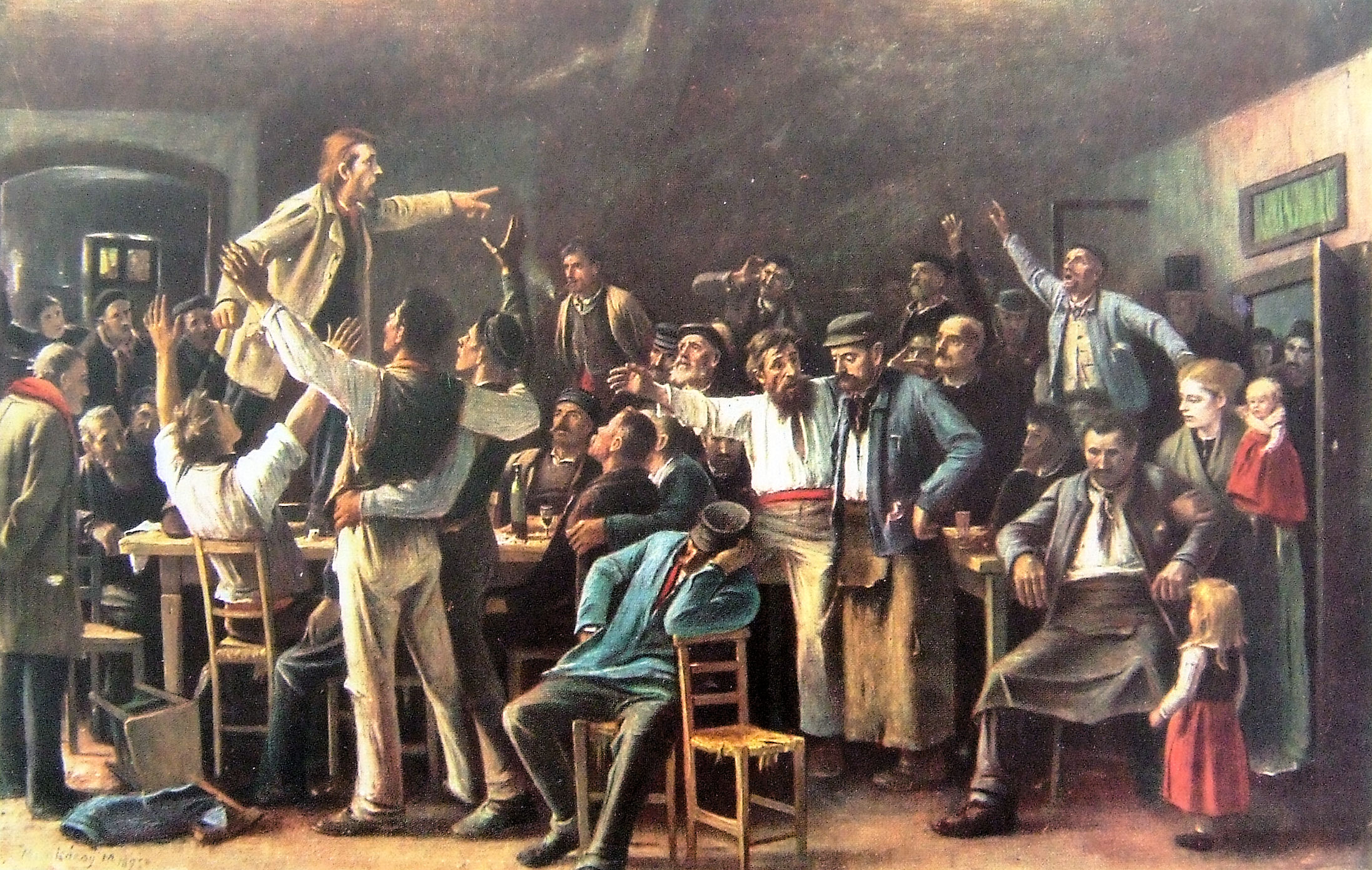
Страйк, 1895
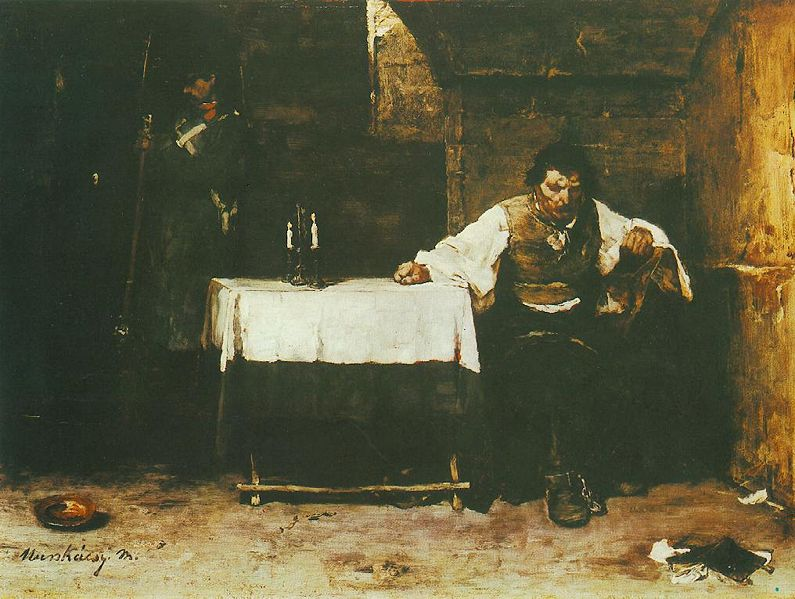
Камера смертника, 1869-1870

Портрети

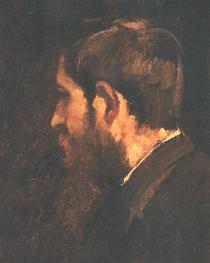
Ласло Паал, близько 1876/1877
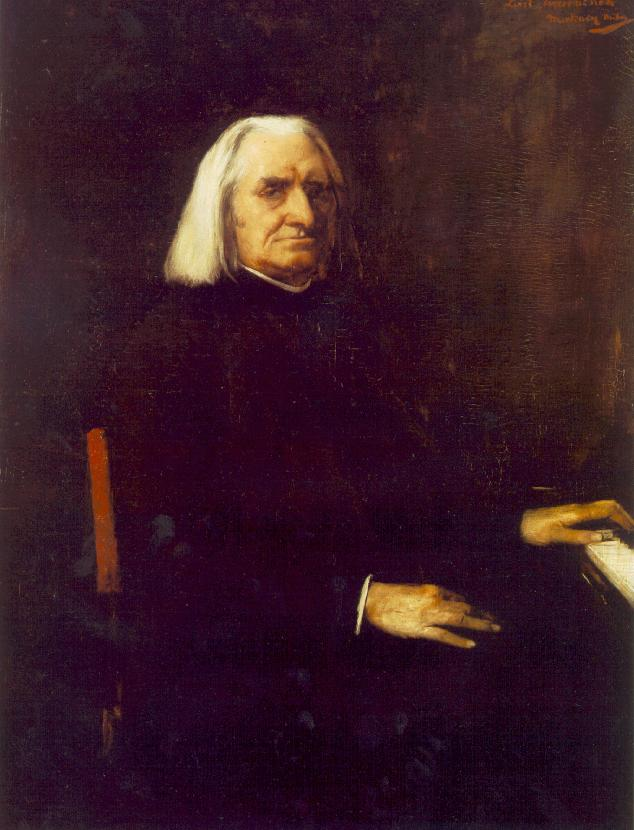
Ференц Ліст, 1886
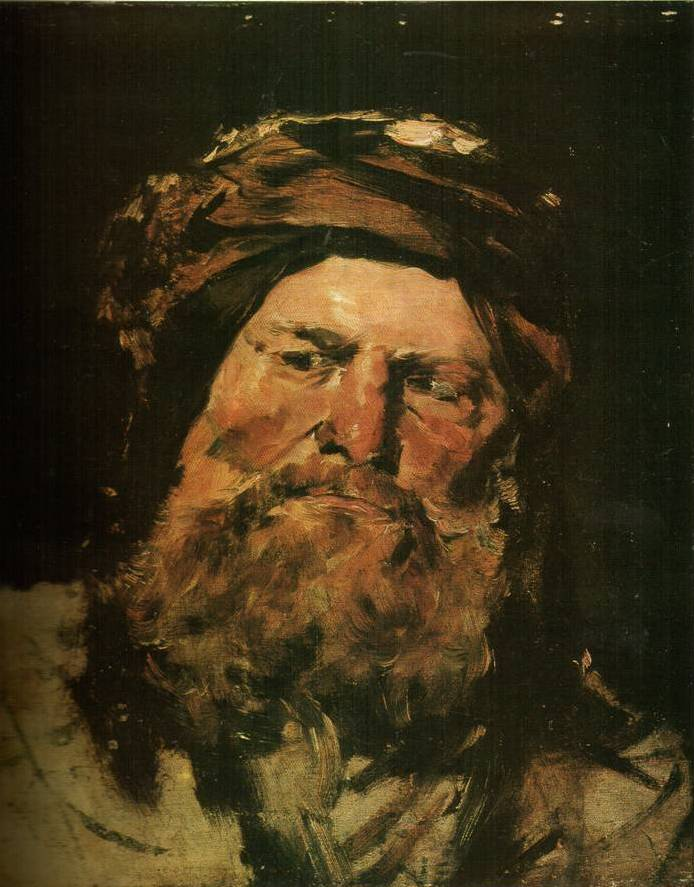
Голова фарисея, 1881 (Закарпатський художній музей)

## Увічнення пам'яті
- Меморіальну дошку художнику Мігаю Мункачі (1844—1900) було встановлено у 1943 р. і прийнято рішення про будівництво йому пам'ятника.

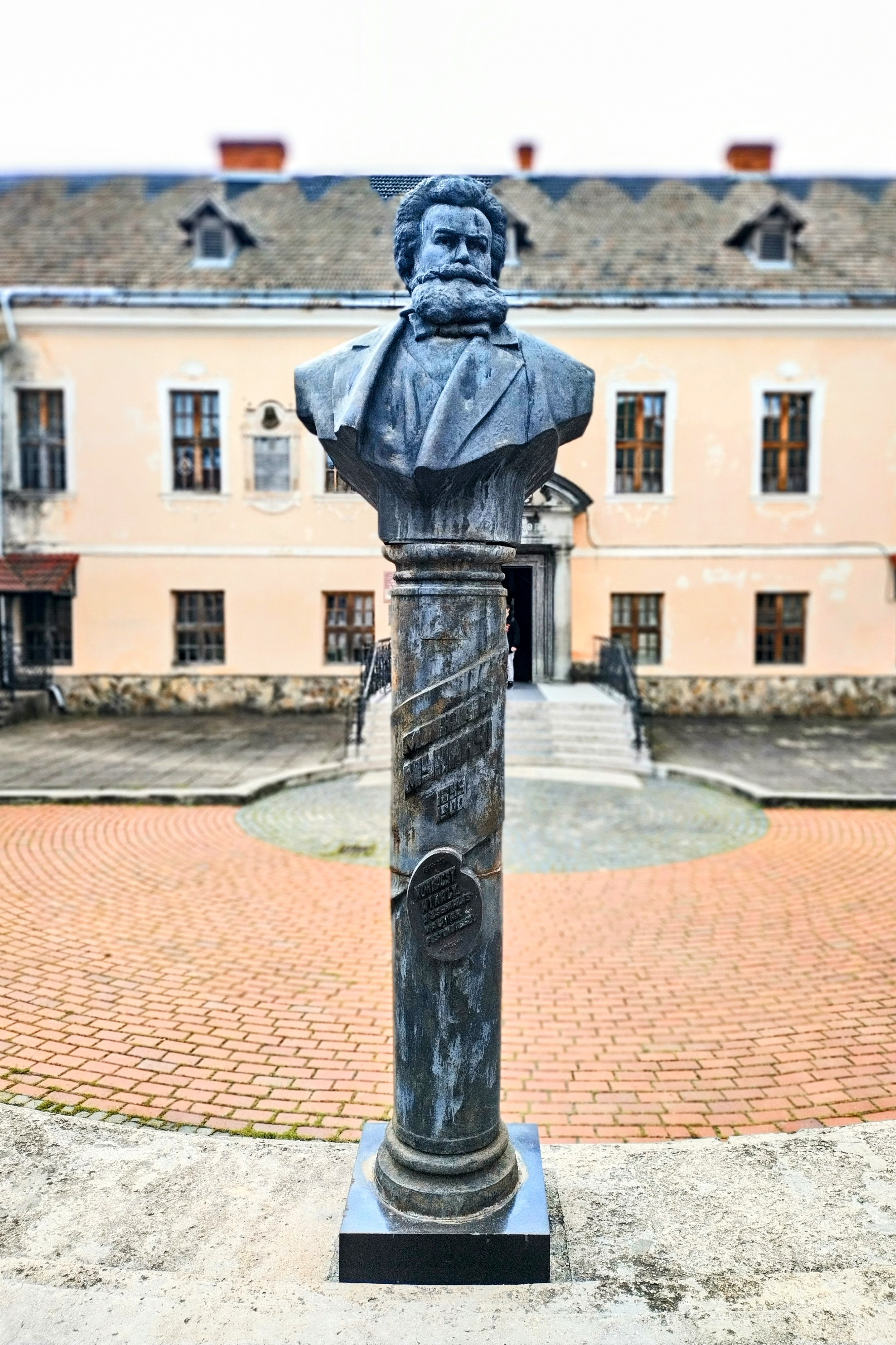
У квітні 1994-го, до 150-річчя з дня народження видатного художника М. Мункачі та 15-річчя створення Дитячої художньої школи, яка розміщується в Палаці князів Ракоці (інша назва «Білий палац»), закладу було присвоєно ім'я Мігая Мункачі. Мало кому відомо, що вже понад 35 років в Художній школі імені Мігая Мункачі зберігається гіпсова форма пам'ятника художнику, яка мала б стати повноцінним пам'ятником для міста, але кошти на такий мистецький проект ніяк не знаходяться.
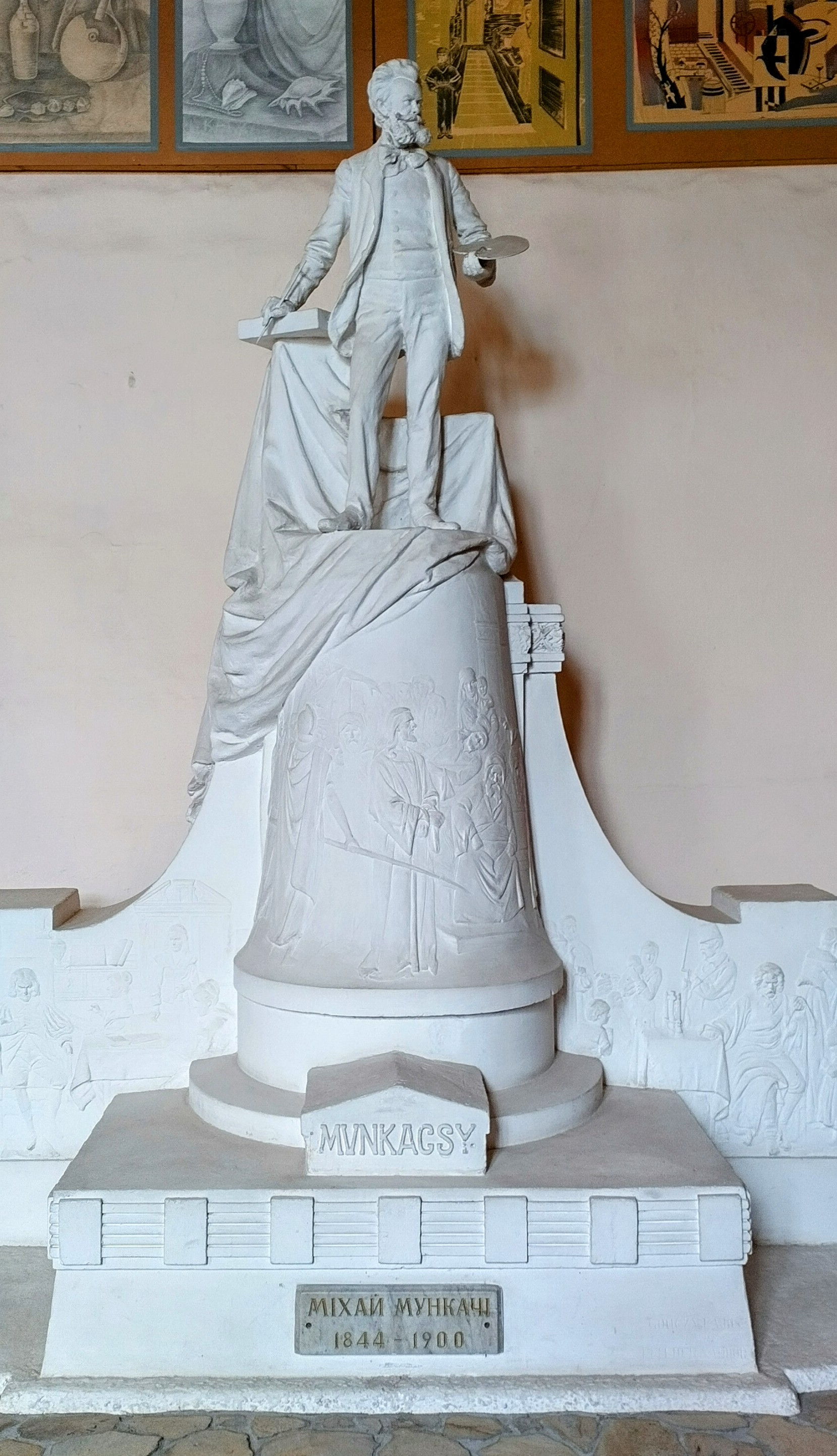
Музей угорського художника Міхая Мункачі знаходиться в історичній пам'ятці м. Мукачева (колишньому палаці Ракоці). Експозиція музею розміщена в холі школи. Тут можна ознайомитись з копіями творів художника та копіями документів, які розповідають про його творчий та життєвий шлях.
- Пам'ятник Мігаю Мункачі — погруддя видатного митця Мігая Мункачі, виконане з бронзи, граніту та андезиту автором Михайлом Беленем та архітектором Олександром Андялоші. Це погруддя було встановлено у 1995 р. за рішенням ЮНЕСКО на честь святкування 150-річчя з дня народження митця у м. Мукачево на площі Кирила та Мефодія (колишня площа Миру). У листопаді 2016 р. погруддя Мункачі з центральної площі міста перенесли у двір Художньої школи імені митця, розташованої на площі Миру, 16. Пам'ятник Мункачі замінять скульптурою Святого Мартина, на його місці вже освятили камінь, де буде встановлено пам'ятник покровителю міста.
- На стіні Художньої школи у 2000 році встановлена меморіальна дошка М. Мункачі.
- У центрі Мукачева в пішохідній зоні розташований ресторан «Мункачі». Це модний заклад із артсалоном, де представлені картини угорського художника. Атмосферу галантних часів відображають меблі кінця XIX століття, старовинні бра, печі, бронза. Фірмові страви названи його іменем.
- Одна з центральних вулиць міста, вулиця Взуттєва у м. Мукачево перейменована на честь славнозвісного земляка — Мігая Мункачі.
- В Ужгороді існує творче об'єднання митців імені Мігая Мункачі.
- У квітні 2012 року було видано працю «Повернення додому Міхая Мункачі» за авторством Івана Лендьєла та Олександра Галая, у серпні 2016 року вийшла книжка Віктора Дворніченка «Голгофа и воскресение Михая Мунчкачи. Литературный этюд к портрету выдающегося венгерского художника».
- У вересні 2013 року у Мукачівській картинній галереї відбулося урочисте відкриття виставки творів Міхая Мункачі.   - Погруддя Мігая Мункачі перед палацом князів Ракоці в Мукачево
  - Статуя Мігая Мункачі в палаці князів Ракоці